# Hau-Li Fan
Hau-Li Fan (Vancouver, 8 settembre 1997) è un nuotatore canadese, specializzato nel nuoto di fondo.

## Biografia
Ha rappresentato il Canada ai Giochi olimpici estivi di Tokyo 2020, dove si è classificato 9º nella 10 km maschile.